# Arthur Ceuleers
Arthur Ceuleers, dit Tuur Ceuleers, est un footballeur international belge né le 28 février 1916 à Anvers (Belgique) et décédé le 5 août 1998.
Attaquant du Beerschot VAC, il a été deux fois Champion de Belgique en 1938 puis 1939. 
Il a également été International belge en 1937 et 1938, à 4 reprises. Il est même rappelé dix ans plus tard, en 1948 pour une rencontre contre la France, mais il ne joue pas. 
Il a poursuivi sa carrière après-guerre jusqu'en 1951, au Racing Club de Bruxelles.
Il est le 4e meilleur buteur de tous les temps du Championnat de Belgique, avec 280 buts marqués en 401 matches.

## Palmarès
- International en 1937 et 1938 (4 sélections et 2 buts marqués)
- premier match international : Belgique-France, 3-1, le 21 février 1937 (il marque un but)
- Présélectionné pour la Coupe du monde 1938 (ne joue pas)
- Champion de Belgique en 1938 et 1939 avec le Beerschot VAC